# Carlos Casagemas
Carles Casagemas  Coll (Barcelona, 27 de septiembre de 1880-París, 17 de febrero de 1901) fue un pintor y poeta español. Está considerado como una de las personalidades más enigmáticas del panorama artístico de finales del siglo XIX y principios del XX. Fue amigo de Pablo Picasso durante los años de estancia del pintor malagueño en Barcelona, en la década de 1890, y posteriormente en París, a partir de 1900. Su figura adquirió una dimensión mítica a raíz de su suicidio que condicionó la recepción de su obra, de manera que el personaje, en cierto modo, acabó difuminando al artista.

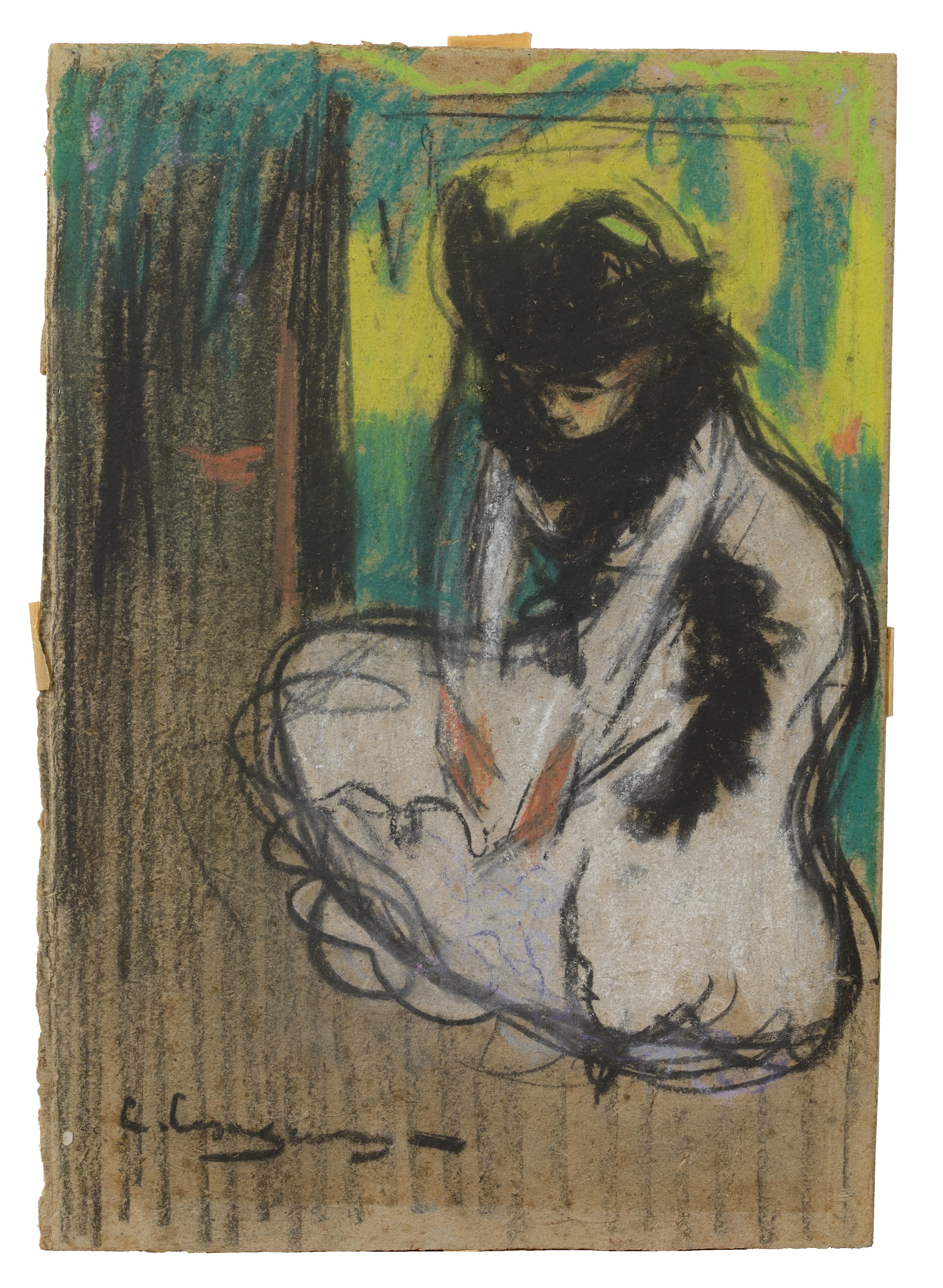
Título: Mujer vestida de Blanco
Autor: Carles Casagemas
Dimensiones: 22 x 15,3 cm.

## Vida personal

### Familia
Sus padres fueron Manuel Casagemas y Llabros, natural de Granollers, y de María Neus Coll y Vendrell natural de Sitges. Su padre era cónsul general de los Estados Unidos de América en Barcelona, y Carlos fue destinado a la marina de guerra. Pero con el  desastre de Cuba y Filipinas, y debido a la posición de Estados Unidos en el conflicto, Carlos fue relevado de esta obligación. Al salir de la Comandancia de Marina, Casagemas estudió un tiempo en casa del escenógrafo Felix Urgellès. Su hermana, Lluïsa Casagemas i Coll, fue una conocida compositora.

### Juventud junto a Pablo Picasso y suicidio
Conoció en 1899 a Pablo Picasso, con quien compartió el taller de la calle Riera de Sant Joan 17 de Barcelona
Casagemas viajó a París junto a Picasso para visitar la Exposición Universal de París de 1900. Se instalaron en el antiguo estudio de Isidre Nonell, sin duda el artista que más influencia ejerció en la formación de la personalidad pictórica de Casagemas. Fue allí dónde se enamoró de Laure Gargallo, conocida como Germaine Pichot, una modelo. Su impotencia sexual hizo que la relación fracasara. «En aquella época las relaciones eran muy abiertas a nivel sexual para ellos. París suponía un contraste muy grande con lo que habían vivido en Barcelona y les abre unas puertas que habían tenido cerradas», asegura Artur Ramon, autor del libro «Nada es bello sin el azar», publicado por Editorial Elba. Al cabo de tres meses, Picasso intentó alejar a su inseparable amigo de París porque empezaba a tener malas sensaciones, y se lo llevó para Navidad a Málaga. Pero Casagemas estaba tan obsesionado por su modelo que volvería pronto a París.
Profundamente deprimido por el rechazo de Germaine, intentó matarla con una pistola en el parisino Café Hippodrome, hoy Palace Clichy. Tras fallar el tiro se apuntó a la cabeza y disparó, acabando con su vida a la edad de 20 años. El suicidio marcó profundamente a los amigos del pintor, Manolo Hugué y Manuel Pallarés, quienes se hallaban presentes en el momento del incidente. Como Manolo Hugué le diría a su biógrafo Josep Pla años después, fue el episodio que más le afectó en su vida. Siguiendo los pasos del artista maldito, Artur Ramón también halló una nueva crónica hasta ahora desconocida del suicidio: las todavía inéditas memorias del propio Manuel Pallarès, y que fueron conservadas por Josep Palau i Fabre, biógrafo del genio malagueño.
Aun así, nadie lo vivió como Picasso, que se obsesionó con ese suicidio hasta el punto de dedicarle varios cuadros en los que recreaba a su amigo muerto o su entierro a la manera de aquel célebre que hizo El Greco para el señor de Orgaz. Artísticamente hablando, hubo un antes y un después en la obra de Picasso, quien a partir de este incidente inició su etapa artística conocida como el período azul. Las obras correspondientes a este periodo se caracterizan por lo sombrío de los tonos y temáticas oscuras como la prostitución y la pobreza. Tres meses después Picasso regresa a París, donde ocupa el estudio de su difunto amigo e inicia una relación personal con Germaine. Son tres las obras de Picasso que incluyen la muerte y el entierro de Casagemas:
La muerte de Casagemas, París, 1901. Óleo sobre tabla, 27 x 35 cm.
La muerte de Casagemas, París, 1901. Óleo sobre tabla, 72 x 57 cm.
El entierro de Casagemas, París, 1901. Óleo sobre lienzo, 146 x 89 cm.

### Descubrimiento de la tumba de Carlos Casagemas
En el cementerio de Saint-Ouen, a las afueras de París, está la tumba de Carlos Casagemas. En su lápida se lee su nombre y apellido: Charles, que es como se hacía llamar en París, y Casagemas. También están inscritos la fecha y lugar de nacimiento: Barcelona, 27 de septiembre de 1880. Hasta ahora, se creía que estaba enterrado en Montmartre, aunque también se decía que quizá reposaba en el cementerio de Père-Lachaise. Fue la historiadora del arte Dolores R. Roig quien halló la tumba.

### Exposiciones
En 1979 tuvo una exposición monográfica de su obra en la Galería Daedalus de Barcelona. Posteriormente no hubo ninguna otras hasta octubre de 2014, cuando se organizó la exposición L'artista sota el mite en el Museo Nacional de Arte de Cataluña, con el propósito de exponer íntegramente su obra y confeccionar un catálogo completo que reivindique su figura y su aportación al arte.

## En cultura popular
Robert Sheehan interpretó a Casagemas en la temporada 2018 de la serie de televisión Genius, que se centra en la vida y carrera de Pablo Picasso.

## Reconocimientos
En 1917, 16 años después de la muerte de Casagemas, las hermanas del pintor cedieron sus tierras ubicadas en Badalona (donde la familia solía veranear) al ayuntamiento del municipio con la condición de que el nuevo barrio donde se ubicaban sus propiedades llevara el apellido de la familia. A día de hoy, sigue existiendo el barrio de Casagemes (Badalona) como tal.